# Elacatis umbrosus
Elacatis umbrosus är en skalbaggsart som beskrevs av Leconte 1861. Elacatis umbrosus ingår i släktet Elacatis och familjen trädbasbaggar. Inga underarter finns listade i Catalogue of Life.